# Föreningen för kvinnans politiska rösträtt i Arvidsjaur
Föreningen för kvinnans politiska rösträtt i Arvidsjaur, även kallad Arvidsjaurföreningen för kvinnans politiska rösträtt, var Arvidsjaurs lokalförening inom Landsföreningen för kvinnans politiska rösträtt (LKPR). Föreningen bildades 1907 och var verksam lokalt i Arvidsjaur för införandet av kvinnors rösträtt i Sverige.

## Historik
Bland aktiviteterna fanns föredrag, samkväm, insamling av medel och förhandlingar om samarbete med andra organisationer. 
Föreningen arrangerade offentliga föredrag och möten om socialpolitiska frågor, och interpellerade de lokala riksdagskandidaterna i rösträttsfrågan.
Kvinnlig rösträtt accepterades av riksdagen 1919 och genomfördes 1921, vilket medförde att både landsföreningen och alla dess lokalföreningar upphörde mellan 1919 och 1921, sedan deras mål hade uppnåtts.

## Ordförande
- Signe Tjäder, 1907–1908
- Anna Lidström, 1908–1912
- Nanny Julin, 1913–1917
- Hanna Johnsson, 1917–1918
- Alma Lundberg, 1918–1921